# Colossenses 2
Colossenses 2 é o segundo capítulo da Epístola aos Colossenses, de autoria do Apóstolo Paulo, no Novo Testamento da Bíblia.

## Estrutura
A Tradução Brasileira da Bíblia organiza este capítulo da seguinte maneira:
- Colossenses 2:1-5 - A ansiedade de Paulo por eles
- Colossenses 2:6-7 - Paulo deseja o progresso espiritual deles
- Colossenses 2:8-15 - Advertência contra falsas doutrinas. Afirma a divindade de Cristo e a sua obra redentora
- Colossenses 2:16-19 - Não há lugar para cerimônias judaicas ou mediação de anjos
- Colossenses 2:20-23 - A obediência a tais ordenanças não vence o pecado